# Abablemma ulopus
Abablemma ulopus är en fjärilsart som beskrevs av Dyar 1914. Abablemma ulopus ingår i släktet Abablemma och familjen nattflyn. Inga underarter finns listade i Catalogue of Life.